# Efren Ramirez
Efrain Antonio Ramírez (n. 2 octombrie 1973, Los Angeles, California, SUA) este un actor și DJ american, cunoscut pentru rolul lui Pedro Sánchez în filmul independent din 2004 Napoleon Dynamite. Mai târziu, și-a reluat rolul în serialul animat din 2012 cu același nume⁠(d).

## Biografie
Ramírez s-a născut în Los Angeles, California, din părinți salvadoreni. Acesta are patru frați, dintre care unul este fratele său geamăn Carlos.

### Cariera
Ramirez a apărut în filme precum Napoleon Dynamite, Angajatul lunii⁠(d) (cu Dane Cook⁠(d), Jessica Simpson și Dax Shepard⁠(d)),  Răzbunare și adrenalină⁠(d) și continuarea sa Crank: Tensiune maximă⁠(d), Searching for Mickey Fish (cu Daniel Baldwin), Tot ce ai⁠(d) (cu Ciara) și serialul Walkout al companiei HBO. A avut roluri cameo în Nacho Libre⁠(d) și Domnul și doamna Smith. În 1009, Efren a jucat în comedia The Pool Boys⁠(d)cu Matthew Lillard și a apărut în calitate de concurent la Celebrity Rap Superstar⁠(d) de la MTV. Pe 14 iulie 2008, Sierra Mist⁠(d) a lansat o serie de reclame cu Efren destinate consumatorilor multiculturali.
La scurt timp după succesul lui Napoleon Dynamite, formația muzicală G. Love and Special Sauce⁠(d) i-a cerut lui Efren să apară în videoclipul lor „Booty Call”. Acesta l-a interpretat pe iubitul lui Ashlee Simpson în videoclipul muzical al piesei „Boyfriend⁠(d)” din 2005. A avut o apariție cameo într-un episod al serialului George Lopez⁠(d), fiind îmbrăcat cu un tricoul pe care Jon Heder îl poartă în filmul Napoleon Dynamite. În 2007, Ramírez a fost judecător în cadrul sezonului 8 al emisiunii America's Next Top Model⁠(d).
Ramírez a obținut numeroase roluri cameo de-a lungul carierei sale. În Regele Cobra⁠(d) , acesta apare în rolul unui adolescent care se joacă de-a v-ați ascunselea cu iubita sa (interpretată de soția sa, Iyari Limon⁠(d)). Ramirez apare în rolul lui Pedro în videoclipul melodiei Sleazy⁠(d) a cântăreței Kesha.
A cofondat Powerhouse Pictures Entertainment, LLC împreună cu Chris Barrett⁠(d) și a redactat o lucrare intitulată Direct Your Own Life: How To Be A Star in Any Field You Choose.

## Viața personală
În 1998, Efren s-a căsătorit cu actrița Iyari Limon⁠(d). Căsătoria a fost ulterior anulată.
Ramírez este și un DJ popular, care a interpretat în întreaga lume și a participat la turnee în peste 50 de orașe de pe 5 continente. Melodiile sale sunt din numeroase genuri: de la hip hop, funk, disco până la hard house⁠(d). Compania sa de producție „Nocturnal Rampage” organizează un eveniment rave⁠(d) în fiecare vară în Austin.

## Filmografie

### Filme
| An   | Film                                      | Rol                    | Note            |
| ---- | ----------------------------------------- | ---------------------- | --------------- |
| 1994 | Tammy and the T-Rex                       | Pizza Boy              |                 |
| 1995 | Jury Duty                                 | Angajat al Pirate Pete |                 |
| 1996 | Kazaam                                    | Carlos                 |                 |
| 1998 | Melting Pot                               | Miguel Álvarez         |                 |
| 1999 | King Cobra                                | Teen Boy               | Direct-to-video |
| 2000 | Rave                                      | Bookie                 |                 |
| 2001 | Delivering Milo                           | Street Hustler         | Necreditat      |
| 2004 | Napoleon Dynamite                         | Pedro Sánchez          |                 |
| 2004 | Just Hustle                               | Street Connection      |                 |
| 2006 | Tomorrow's Yesterday                      | Ron                    |                 |
| 2006 | Gettin' Some Jail Time                    | Pico                   |                 |
| 2006 | Crank                                     | Kaylo                  |                 |
| 2006 | Employee of the Month                     | Jorge Mecico           |                 |
| 2007 | Moola                                     | Hector                 |                 |
| 2007 | Crossing the Heart                        | Jesus                  |                 |
| 2009 | Ratko: The Dictator's Son                 | Ratko Volvic           |                 |
| 2009 | American Summer                           | Hector                 |                 |
| 2009 | Gamer                                     | DJ Twist               |                 |
| 2009 | Crank: High Voltage                       | Venus/Kaylo            |                 |
| 2010 | When in Rome                              | Juan                   | Necreditat      |
| 2011 | The Pool Boys                             | Hector                 |                 |
| 2012 | Casa de Mi Padre                          | Esteban                |                 |
| 2014 | School Dance                              | El Matador             |                 |
| 2015 | Endgame                                   | Mr. Alvarado           |                 |
| 2016 | Varsity Punks                             | Coach Menlo            |                 |
| 2016 | Middle School: The Worst Years of My Life | Gus                    |                 |
| 2017 | Trafficked                                | Enrique                |                 |
| 2017 | Mad Families                              | Rolando                |                 |
| 2022 | Lightyear                                 |                        |                 |

### Seriale
| An         | Titlu                                    | Rol                                               | Note                                                 |
| ---------- | ---------------------------------------- | ------------------------------------------------- | ---------------------------------------------------- |
| 1996       | Relativity                               | Xavier                                            | Episodul: "No Job Too Small"                         |
| 1997       | Dangerous Minds                          | Nutty                                             | Episodul: "The Feminine Mystique"                    |
| 1997       | Nothing Sacred                           | Guillermo                                         | Episodul: "A Bloody Miracle"                         |
| 1999       | Ryan Caulfield: Year One                 | Juan                                              | Episodul: "Nocturnal Radius"                         |
| 1999       | Chicken Soup for the Soul                | Paco                                              | Episodul: "Paco Come Home"                           |
| 2000       | Missing Pieces                           | Renaldo                                           | Film de televiziune                                  |
| 2000, 2001 | Boston Public                            | Amaad Wilkens                                     | Episoadele: "Chapter Six", "Chapter Twenty-Two"      |
| 2000, 2001 | Even Stevens                             | Scrub Patrol                                      | Episoadele: "Scrub Day", "Easy Crier"                |
| 2003       | Judging Amy                              | Ricky Diaz                                        | Episodul: "Picture of Perfect"                       |
| 2003       | ER                                       | Jimmy                                             | Episodul: "Death and Taxes"                          |
| 2004       | The District                             | Fernando Guttierez                                | Episodul: "Ten Thirty-Three"                         |
| 2005       | George Lopez                             | The new class treasurer (parody of Pedro Sánchez) | Episodul: "George's Extreme Makeover-Holmes Edition" |
| 2005       | Robot Chicken                            | Pedro Sanchez/Domino's Pizzaman                   | Dublaj Episodul: "The Black Cherry"                  |
| 2006       | Walkout                                  | Bobby Verdugo                                     | Film de televiziune al HBO                           |
| 2006       | All You've Got                           | Carlos                                            | Film de televiziune al MTV                           |
| 2006       | MADtv                                    | Various roles                                     | Episodul: 12.3                                       |
| 2007       | El Tigre: The Adventures of Manny Rivera | El Cucharón                                       | Dublaj Episodul: "The Bride of Puma Loco"            |
| 2007       | American Dad!                            | Paco                                              | Dublaj Episodul: "American Dream Factory"            |
| 2007       | Celebrity Rap Superstar                  | Himself                                           |                                                      |
| 2007       | Scrubs                                   | "Caramel Bear" Ricky                              | Episodul: "My Growing Pains"                         |
| 2010       | Eastbound & Down                         | Catuey                                            | Sezonul 2                                            |
| 2012       | Napoleon Dynamite                        | Pedro Sánchez                                     | Dublaj                                               |
| 2015       | Constantine                              | Julio                                             | Episodul: "The Saint of Last Resorts: Part 2"        |
| 2016       | Bordertown                               | Ruiz Gonzalez                                     | Dublaj                                               |
| 2016       | Deadbeat                                 | Morgue Ghost                                      | Sezonul 2                                            |
| 2021       | The Casagrandes                          | Picosito                                          | Dublaj Episodul: "Bend It Like Abuelo"               |